# Rokytne (huyện)
Huyện Rokytne (tiếng Ukraina: Рокитнянський район, chuyển tự: Rokytnes'kyi raion) là một huyện của tỉnh Kiev thuộc Ukraina. Huyện Rokytne có diện tích 662 km², dân số theo điều tra dân số ngày 5 tháng 12 năm 2001 là 36400 người với mật độ 55 người/km2. Trung tâm huyện nằm ở Rokytne.